# 피오르

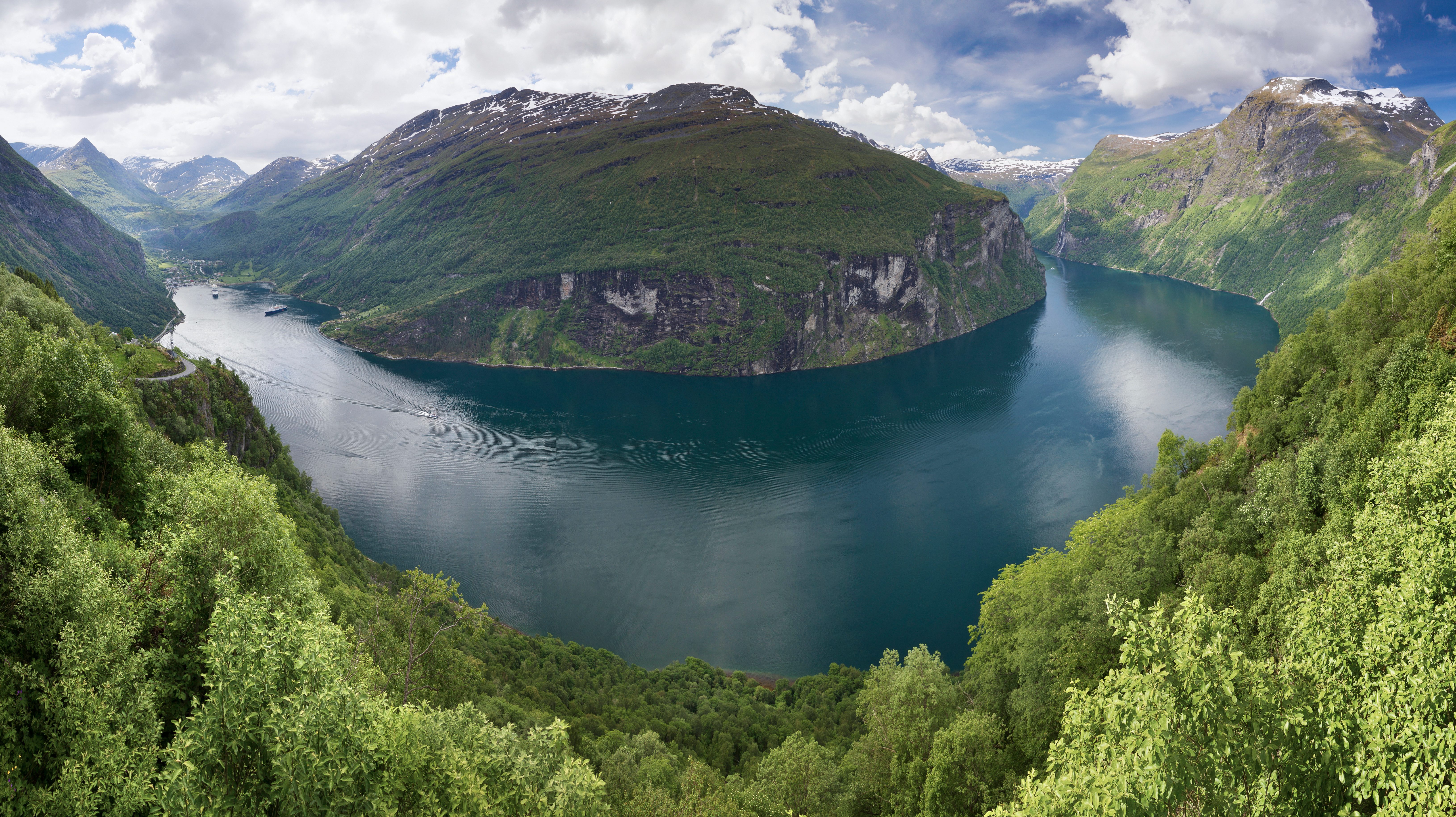
피오르의 대표적인 지형

피오르 또는 피오르드(노르웨이어: fjord, 영어: fiord) 또는 협만(峽灣)은 빙하로 만들어진 좁고 깊은 만을 말한다. 
옛날 빙하기 당시 빙하의 침식 작용으로 생긴 U자 모양의 골짜기에, 빙하기 이후 빙하가 녹아 해안선이 상승하면서 바닷물이 유입되어 생성된 것이다. 피오르가 형성될 때, 해수면이 침식 기준면으로 작용하지 못하였으므로, 해수면보다 깊이가 깊은 피오르도 있다.
유럽의 노르웨이 해안, 남미 칠레 남부의 해안, 그린란드 해안 등이 유명하다.
빙하가 두껍게 발달한 고위도 지역에서 빙하로 인해 생성되기 때문에, 한국이나 일본처럼 빙하가 없었던 곳에서는 이러한 지형이 생성되지 않았다. 

## 피오르 해안의 예
- 노르웨이의 송네 피오르
- 뉴질랜드 남섬의 밀퍼드 사운드
- 미국 알래스카 남단
- 칠레 남부
- 북극해 연안
- 그린란드 해안

## 같이 보기
- 리아스식 해안